# Vijay Prashad
Vijay Prashad (bengalí: বিজয় প্রসাদ)  (Calcuta, 14 d'agost de 1967) és un historiador, periodista i intel·lectual marxista indi. És director de Tricontinental: Institute for Social Research i director editorial de LeftWord Books.

## Trajectòria
Va ocupar la càtedra George i Martha Kellner d'Història d'Àsia del Sud i fou professor d'estudis internacionals al Trinity College de Hartford, als Estats Units (EUA), del 1996 al 2017. Del 2013 al 2014 va ocupar la càtedra Edward Said de la Universitat Americana de Beirut i ha estat investigador de l'Issam Fares Institute for Public Policy and International Affairs de Beirut.
Prashad és l'autor d'una trentena de llibres. El 2012 va publicar cinc llibres, inclosos Arab Spring, Libyan Winter (AK Press) i Uncle Swami: South Asians in America Today (The New Press). El seu llibre The Darker Nations: A People's History of the Third World (2007) va ser escollit com el millor llibre de no-ficció per l'Asian American Writers' Workshop el 2008 i va guanyar el premi Muzaffar Ahmed el 2009. El 2013, Verso Books va publicar el seu llibre The Poor's Nations: A Possible History of the Global South. És autor de No Free Left: The Futures of Indian Communism (LeftWord Books, 2015) i editor de Letters to Palestine (Verso Books, 2015), un llibre que inclou els escrits de Teju Cole, Sinan Antoon, Noura Erakat i Junot Diaz. El seu llibre més recent és Washington Bullets (LeftWord, 2020), amb un pròleg d'Evo Morales Ayma.
Prashad és periodista i corresponsal en cap de Globetrotter, un projecte de l'Independent Media Institute. És columnista de Frontline i escriu regularment a The Hindu i BirGun. Al llarg de la seva trajectòria ha informat des de tot el món per als mitjans de comunicació de l'Índia, des d'Amèrica Llatina fins al Pròxim Orient i l'Àfrica.
El 2015, Prashad es va incorporar com a editor en cap de l'editorial LeftWord Books, amb seu a Nova Delhi. També és membre del consell assessor de la campanya als Estats Units per al Bloqueig musulmà a l'estat d'Israel, i forma part del moviment BDS mundial.
Prashad va assistir a The Doon School, va obtenir el Bachelor of Arts al Pomona College el 1989 i va doctorar-se a la Universitat de Chicago el 1994. És el nebot de la política índia Brinda Karat.

## Pensament
En un article per a The Nation, Prashad exposà la seva visió de la lluita cap al socialisme. Argumentà que les forces progressistes solen tenir molt bones idees, però no tenen poder. Afirmà que sense poder les bones idees tenen poques conseqüències i que els socialistes no només han de teoritzar sinó també organitzar-se. Com a ponent a la conferència Life After Capitalism del 2004, va explicar les seves opinions sobre l'estat de l'estratègia d'esquerres als EUA. Argumentà que els esquerrans dels EUA no són tan eficaços com podrien ser en situacions en què guanyen influència mitjançant l'organització comunitària, com en els governs locals, perquè sovint no aprecien les idees procedents d'altres parts del món. Alguns exemples que proporciona inclouen experiments sobre pressupostos participatius a Porto Alegre, la planificació de les persones a Kerala i nous impostos per a indústries que no poden deslocalitzar-se. També demanà als militants que tinguin una visió a llarg termini de la lluita social en lloc de centrar-se en els resultats a curt termini. Prashad argumentà que aquest enfocament a curt termini sovint resulta d'un sistema econòmic en què les empreses estan incentivades a demostrar beneficis trimestralment.
Prashad és un marxista reconegut i cofundador del Forum of Indian Leftists. Les seves opinions sobre el capitalisme es resumeixen més clarament al seu llibre Fat Cats and Running Dogs. L'historiador Paul Buhle escrigué que «Vijay Prashad és un fenomen literari». L'escriptora Amitava Kumar assenyalà que «Prashad és el nostre propi Frantz Fanon. La seva escriptura de protesta sempre està tenyida de la bellesa de l'esperança». Prashad és un crític declarat del que anomena «l'hegemonia i imperialisme estatunidenc». També s'identifica a si mateix com a antisionista i ha defensat la fi de l'ajuda dels EUA a Israel.

Prashad va fer una entrevista rellevant sobre la Revolució egípcia de 2011 a Radical Notes, on va comparar la caiguda del president egipci Hosni Mubàrak amb la caiguda del dictador mexicà Porfirio Díaz:
La Revolució Mexicana va començar el 1911, però no es va consolidar amb el Partit Revolucionari Institucional fins a la Constitució de 1917 i l'arribada de Carranza a la presidència el 1920 o potser de Cárdenas el 1934. Trobo molts paral·lelismes entre Mèxic i Egipte. En ambdós casos, l'esquerra no estava prou desenvolupada i els perills de la dreta sempre persistien. Si l'antic Egipte es va acabar, com ho va fer l'estat de Porfirio Díaz, els camperols i la classe obrera podrien anar més enllà de l'espontaneïtat i presentar una estructura més sòlida. L'espontaneïtat està bé, però si el poder no es pren amb eficàcia la contrarevolució augmentarà de manera eficaç i segura.
En un assaig posterior, va afirmar que la Primavera Àrab forma part d'un llarg procés: la «Revolució Àrab». Va argumentar que les revoltes de 2011 continuen plantejant les dues «preguntes sense resposta»: la de la política (contra les monarquies i les dictadures) i la de l'economia (a fi de construir una economia independent). A més, considera que la Primavera Àrab forma part d'un procés històric que ell qualifica de «revolta contra el mercat» (en oposició a les revoltes a l'Europa de l'Est, que considera una «revolta pel mercat»). En dos assajos, exposa el que descriu com els fracassos de la política dels EUA a l'Orient Mitjà. Els dos pilars del cinisme estatunidenc són la seva necessitat d'autocràcia com aliada en la seva «guerra contra el terrorisme» i la seva necessitat de donar suport a Israel per tots els mitjans. La prova d'aquesta política conservadora dels Estats Units es va produir en l'elecció d'Obama de Frank G. Wisner, a qui ell anomena "bagman de l'Imperi", com a enviat dels EUA a Mubàrak.
En un altre assaig, va oferir una anàlisi del col·lapse de la dinàmica d'alliberament nacional, que es desprèn del seu llibre The Darker Nations. Aquest assaig repassa la història recent de Líbia: «Les velles rivalitats i els nous greuges estan units. Alguns són per a propòsits tribals reaccionaris i d'altres busquen l'alliberament de les "reformes". Alguns cavil·len perquè un país de 6 milions amb tal riquesa petroliera no es converteixi en els Emirats Àrabs Units, i d'altres simplement volen recuperar el control de les seves vides. Però la majoria vol alliberar-se dels passadissos ocults del laberint libi». Prashad va debatre amb l'historiador Juan Cole sobre la intervenció militar nord-americana-francesa de l'OTAN. Prashad va argumentar que l'autèntica Guerra Civil de Líbia havia estat «usurpada» per diversos personatges desagradables, inclòs algú amb connexions amb l'CIA.
El llibre de Prashad de 2012, Arab Spring, Libyan Winter, recull aquesta història. La seva entrevista en dues parts a NewsClick proporciona l'argument del llibre. També va fer una xerrada sobre la geopolítica de l'acord nuclear iranià.

### Crítiques a la Mare Teresa i la caritat occidental
Prashad va analitzar la labor missionera de Teresa de Calcuta, designant-la com a representant de la «culpabilitat burgesa» col·lectiva de les nacions occidentals. Va exemplificar com persones com la Mare Teresa legitimen les tragèdies del capitalisme. Per exemple, «durant l'accident mediambiental de la nit del 2 al 3 de desembre de 1984, el desastre de Bhopal». Afirmà que el desastre de Bhopal per part d'Union Carbide no va ser sinó l'exemple més flagrant de desconsideració d'una corporació transnacional per la vida humana a costa dels seus propis beneficis. El 1983, les vendes d'Union Carbide van arribar als 9.000 milions de dòlars i els seus actius van ascendir a 10.000 milions de dòlars. Part d'aquests beneficis provenien de la tendència a defugir qualsevol responsabilitat respecte els estàndards de seguretat, no només a l'Índia, sinó també a la seva planta a Virgínia Occidental. Després del desastre, la Mare Teresa va volar a Bhopal i, escortada en dos cotxes del govern, va oferir a les víctimes de Bhopal petites medalles d'alumini de Santa Maria. «Això podria haver estat un accident», va dir als supervivents, «és com si un foc pogués esclatar a qualsevol lloc. Per això és important perdonar. El perdó ens ofereix un cor net i la gent és cent vegades millor després». El papa Joan Pau II es va unir a la Mare Teresa afirmant que era un «trist esdeveniment» que va resultar dels «esforços de l'home per avançar».
En el mateix article també comentà els presumptes vincles de la Mare Teresa amb Charles Keating i Michele Duvalier (esposa del dictador haitià Baby Doc Duvalier), denunciant la «cruel regla del capital». També va defensar la visió que els comunistes de Calcuta eren la «veritable Mare Teresa sense nom que realitza el treball necessari cap al socialisme i per l'eliminació de la pobresa per sempre».

### Bolívia
Prashad ha escrit àmpliament sobre la destitució d'Evo Morales com a president de Bolívia el 2019 i les eleccions generals bolivianes de 2020. Va descriure la retirada de Morales com un cop d'estat i va considerar que l'Organització d'Estats Americans havia «legitimat» el cop amb conclusions no fonamentades en el seu informe preliminar. El març de 2020, va escriure que la destitució de Morales va ser el resultat de la «política socialista del seu govern envers els recursos de Bolívia», que exigia que els rendiments de recursos miners com el liti «es compartissin adequadament amb el poble bolivià». Va dir que el govern de Jeanine Áñez havia estès una «catifa de benvinguda» a Tesla Motors per a fabricar bateries de liti amb les reserves de Bolívia.

## Obra publicada
- (2020) Washington Bullets (LeftWord Books), ISBN 978-81-945925-2-5 . [traducció al castellà: Balas de Washington. Historias de la CIA, intervención y golpes de Estado (Editorial Bellaterra), 978-84-122750-3-2].
- (2019) Red Star Over the Third World (Pluto Press), ISBN 978-0745339665.
- (2017) Will the Flower Slip Through the Asphalt: Writers Respond to Climate Change (New Delhi: LeftWord Books).
- (2017) Red October: The Russian Revolution and the Communist Horizon (New Delhi: LeftWord Books)
- (2017) Land of Blue Helmets: the United Nations in the Arab World (co-edited with Karim Makdisi) (University of California Press).
- (2016) The Death of the Nation and the Future of the Arab Revolution (University of California Press), ISBN 978-0-520-29325-0 .
- (2016) Communist Histories, vol. 1 (New Delhi: LeftWord Books).
- (2015) No Free Left: The Futures of Indian Communism (LeftWord Books).
- (2015) Letters to Palestine (Verso Books).
- (2013) Poorer Nations: A Possible History of the Global South (Verso). Foreword by Boutros-Boutros Ghali.
- (2012) Uncle Swami: South Asians in America Today. (The New Press), ISBN 978-1-59558-784-8 .
- (2012) Arab Spring, Libyan Winter, (AK Press), ISBN 978-1-84935-112-6.
- (2007) The Darker Nations: A People's History of the Third World, The New Press, ISBN 978-1-56584-785-9 .
- (2003), Keeping up with the Dow Joneses: Stocks, Jails, Welfare, South End Press, ISBN 978-0-89608-689-0 .
- (2003), Namaste Sharon: Hindutva and Sharonism under US Hegemony, LeftWord Books, ISBN 81-87496-35-5.
- (2002) Everybody Was Kung Fu Fighting: Afro-Asian Connections and the Myth of Cultural Purity, Beacon Press, ISBN 978-0-8070-5011-8 .
- (2002) Fat Cats and Running Dogs: The Enron Stage of Capitalism, Zed Books, ISBN 978-1-84277-261-4 .
- (2002), War against the Planet: The Fifth Afghan War, Imperialism and Other Assorted Fundamentalism, Manohar, ISBN 978-81-87496-19-9 .
- (2002), Untouchable Freedom: A Social History of a Dalit Community, Oxford University Press, ISBN 978-0-19-565848-4 .
- (2000), The Karma of Brown Folk, University of Minnesota Press, ISBN 978-0-8166-3438-5 .